# Rugrats (2021)
Rugrats (Rugrats: Os Anjinhos no Brasil) é uma série de animação computadorizada americana criado por Arlene Klasky, Gábor Csupó e Paul Germain. Foi descrito como um revival e reboot da série original de mesmo nome exibido entre 1991 a 2004. A série estreou em 27 de maio de 2021 na plataforma de streaming Paramount+, é a segunda série baseada na Nickelodeon criada para o serviço de streaming. Tal como acontece com as encarnações anteriores da franquia, a série é produzida por Klasky Csupo e Nickelodeon Animation Studio.
Em setembro de 2021, a série foi renovada para uma segunda temporada de 13 episódios.
Em 21 de julho de 2022, foi anunciado que a série foi renovada para uma terceira temporada de 13 episódios. 
As próximas temporadas chega em breve no Paramount+

## Transmissão

### Brasil
No Brasil, a série começou a ser exibida primeiramente na Paramount+ em 17 de setembro de 2021, e foi exibida mais tarde como a pré-estreia na Nickelodeon em 1 de outubro de 2021 e foi exibida mais tarde no canal Nick Jr. Brasil em 22 de outubro de 2021. Mas a série estreou oficialmente na Nickelodeon em 5 de março de 2022.

## Premissa
Assim como a série original, Rugrats se concentra nas experiências de um corajoso e aventureiro bebê de um ano chamado Tommy Pickles e seu grupo de companheiros e outros bebês e crianças pequenas.

## Elenco

Rugrats ostenta uma vasta gama de personagens secundários e terciários

Os dubladores sobreviventes do título "Rugrats" reprisam seus papéis da série original, embora os papéis adultos da série original tenham sido reformulados, incluindo Betty DeVille, que foi originalmente dublada pelo retorno de Kath Soucie.

### Estados Unidos
Crianças
- E.  G. Daily como Tommy Pickles
- Nancy Cartwright como Chuckie Finster
- Kath Soucie como Phil e Lil DeVille
- Cheryl Chase como Angelica Pickles
- Cree Summer como Susie Carmichael

Adultos
- Tommy Dewey como Stu Pickles
- Ashley Rae Spillers como Didi Pickles
- Timothy Simons como Drew Pickles
- Natalie Morales como Betty DeVille
- Tony Hale como Chas Finster
- Michael McKean como Lou Pickles
- Nicole Byer como Dr. Lucy Carmichael
- Omar Benson como Miller e como Randy Carmichael

Apioando
- Henry Winkler como Boris Kropotkin
- Swoosie Kurtz como Minka Kropotkin
- Charlet Chung como Kimi Watanabe[11]
- Hiromi Dames como Kira Watanabe

### Brasil
| Personagem             | Dublador           |
| ---------------------- | ------------------ |
| Tommy Pickles          | Fátima Noya        |
| Chuckie Finster        | Úrsula Bezerra     |
| Phil                   | Carlos Falat       |
| Lil                    | Letícia Quinto     |
| Angelica Pickles       | Marli Bortoletto   |
| Susie Carmichael       | Raquel Marinho     |
| Stu Pickles            | Alfredo Rollo      |
| Didi Pickles           | Zayra Zordan       |
| Drew Pickles           | César Marchetti    |
| Betty DeVille          | Rosana Beltrame    |
| Chas Finster           | Tatá Guarnieri     |
| Lou Pickles            | Gileno Santoro     |
| Dra. Lucy Carmichael   | Adriana Pissardini |
| Vozes adicionais       | Lui Riveglini      |
| Direção de dublagem    | Ursula Bezerra     |
| Controle de quantidade | Rodrigo Augusto    |
| Tradução               | Gregor Izidro      |
| Estúdio de dublagem    | Unidub             |

## Produção
No início de setembro de 2015, foi anunciado na Variety que a Nickelodeon pode "procurar experimentar versões reformuladas de clássicos" que poderiam incluir Rugrats. No dia seguinte, o The Independent anunciou que "Rugrats também poderá voltar em breve às nossas telas". Em julho de 2016, foi revelado que a Nickelodeon estava conversando com Klasky Csupo e Paul Germain sobre um possível renascimento da série de TV.
No final de julho de 2016, Arlene Klasky afirmou que estaria disposta a trabalhar em um renascimento da série, junto com os co-criadores Gabor Csupó e Paul Germain. Em outubro de 2016, vice-presidente sênior Nickelodeon declarou em resposta a uma pergunta de fãs que Rugrats estava entre outras mostras que estão sendo considerados para o avivamento.
Em meados de julho de 2018, foi anunciado que a Nickelodeon havia encomendado uma série para um revival de 26 episódios da série, com produção executiva de Klasky, Csupó e Germain. Em maio de 2020, foi anunciado que a série de renascimento foi adiada até 2021.
No final de fevereiro de 2021, foi anunciado que a reinicialização estrearia na Paramount+ no final da primavera de 2021. Um sneak peek também foi enviado para as plataformas de mídia social. Em março, um novo elenco para os pais foi revelado.
A reinicialização estreou na Paramount+ em 27 de maio de 2021 e começou a ser exibida na Nickelodeon em 20 de agosto de 2021. As exibições regulares da Nickelodeon começaram em 25 de fevereiro de 2022.
Em 21 de setembro de 2021, a série foi renovada para uma segunda temporada de 13 episódios. A série tem um episódio de férias que foi lançado em 2 de dezembro de 2021.

### Comparações com a série original
Como uma reinicialização de continuidade, a série de 2021 tem diferenças notáveis em relação à série original de 1991;  alguns dos quais foram feitos para acomodar a diferença de 30 anos entre os dois.  A mudança mais notável veio com a personagem Betty DeVille. Originalmente retratada como uma mulher feminista forte com um marido "fraco" em Howard, Betty agora é retratada como lésbica e Howard ausente. A dubladora de Betty, Natalie Morales, afirmou sobre a mudança que "qualquer um que assistiu ao show original pode ter uma suspeita de que Betty era um membro da máfia do alfabeto".
Susie e a família Carmichael já estão estabelecidas como vizinhas (ao contrário da série de 1991, quando estreou durante sua segunda temporada). Susie também tem agora dois anos em vez de três e não consegue mais falar com os adultos. Charlotte Pickles também está presente desde o início; na série de 1991, ela não apareceu até a segunda temporada, sendo um personagem inédito até então. Kimi Watanabe tem agora três anos e meio e já se mudou com sua mãe Kira de Paris para os Estados Unidos quando conheceu o elenco. Kira e Chas se encontram em "Lucky Smudge", quando é revelado que ela ganhou aulas de piano que ele enviou para uma rifa em uma feira.
Fluffy, o gato já pertencente a Drew, Charlotte e Angelica na época de suas primeiras aparições na série original, é adotado em "Fluffy Moves In" nesta série.

## Episódios
| # | ## | Título                                             | Lançamento original   | Escrito por                                                                                         | Exibição original (Nickelodeon)            | Cód. de produção | Audiência (milhões) |
| --- | -- | -------------------------------------------------- | --------------------- | --------------------------------------------------------------------------------------------------- | ------------------------------------------ | ---------------- | ------------------- |
| 1 | 1  | ASA "Second Time Around"                           | 27 de maio de 2021    | Kate Boutilier & Eryk Casemiro                                                                      | 20 de agosto de 2021                       | 101-102          | 0.42                |
| 2 | 2  | ASA "Lady De-Clutter""New Puppy"                   | 27 de maio de 2021    | Alec SchwimmerLauren Shell                                                                          | 11 de março de 202218 de março de 2022     | 103              | 0.330.39            |
| 3 | 3  | ASA "Tail of the Dogbot""Jonathan for a Day"       | 27 de maio de 2021    | Allan NeuwirthLauren Shell                                                                          | 4 de março de 2022                         | 104              | 0.36                |
| 4 | 4  | ASA "One Big Happy Family""The Last Balloon"       | 27 de maio de 2021    | História por: Alec Schwimmer Escrito por: Jenny Jaffe                                               | 25 de fevereiro de 2022                    | 105              | 0.41                |
| 5 | 5  | ASA "March for Peas""The Two Angelicas"            | 27 de maio de 2021    | Robin J. SteinHalima Lucas                                                                          | 25 de março de 202221 de fevereiro de 2022 | 106              | 0.370.38            |
| 6 | 6  | ASA "No License to Drive""I Dream of Duffy"        | 7 de outubro de 2021  | Joe PurdyAllan Neuwirth                                                                             | 8 de abril de 2022                         | 107              | 0.34                |
| 7 | 7  | ASA "The Fish Stick""The Pickle Barrel"            | 7 de outubro de 2021  | Sarah AllanJeff D'Elia & Alec Schwimmer                                                             | 1 de julho de 2022                         | 108              | 0.28                |
| 8 | 8  | ASA "The Future Maker""Goodbye Reptar"             | 7 de outubro de 2021  | Lissa Kapstrom & Jenny JaffeCrescent Imani Novell                                                   | 15 de abril de 2022                        | 109              | 0.32                |
| 9 | 9  | ASA "The Bubbe and Zayde Show""The Perfect Myth"   | 7 de outubro de 2021  | Allan NeuwirthSam Clarke                                                                            | 3 de junho de 2022                         | 110              | 0.20                |
| 10 | 10 | ASA "The Big Diff""Final Eclipse"                  | 7 de outubro de 2021  | Robin J. SteinJeff D'Elia                                                                           | 10 de junho de 2022                        | 111              | 0.22                |
| 11 | 11 | ASA "Great Minds Think Alike""Betty and the Beast" | 7 de outubro de 2021  | Lauren ShellRobin J. Stein & Rachel Lipman                                                          | 17 de junho de 2022                        | 112              | ASD                 |
| 12 | 12 | ASA "Escape from Preschool""Mr. Chuckie"           | 7 de outubro de 2021  | Lissa KapstromJeff D'Elia                                                                           | 24 de junho de 2022                        | 113              | 0.22                |
| 13 | 13 | ASA "The Werewoof Hunter"                          | 7 de outubro de 2021  | História por: Kate Boutilier & Eryk Casemiro Escrito por: Jeff D'Elia                               | 22 de outubro de 2021                      | 115              | 0.27                |
| 14 | 14 | ASA "Traditions"                                   | 2 de dezembro de 2021 | Kate Boutilier & Eryk Casemiro                                                                      | 10 de dezembro de 2021                     | 117              | 0.33                |
| 15 | 15 | ASA "Chuckie vs. the Vacuum""Gone Teddy Gone"      | 15 de abril de 2022   | Holly HuckinsJoe Purdy                                                                              | 27 de janeiro de 2023                      | 114              | 0.19                |
| Chuckie entope e posteriormente destrói o velho aspirador de pó do vovô Lou, levando o bebê a pensar que não tem medo de nada. Infelizmente, Stu trabalha com Lou para consertar o vácuo, e ele retorna para aterrorizá-lo e aos outros Rugrats.O amado ursinho de pelúcia de Tommy, Teddy, desaparece, e Angelica é contratada para ajudar a despistar o suspeito que o roubou. |    |                                                    |                       | |                                            |                  |                     |
| 16 | 16 | ASA "I, Baby""Fan-Gelica"                          | 15 de abril de 2022   | Joan Considine JohnsonDavid Rosenberg                                                               | 8 de maio de 2023                          | 116              | ASD                 |
| 17 | 17 | ASA "Captain Susie""Bringing Up Daisy"             | 15 de abril de 2022   | História por: Lissa Kapstrom & Jeff D'Elia Escrito por: Jeff D'EliaPeter Gaffney                    | 9 de maio de 2023                          | 118              | ASD                 |
| 18 | 18 | ASA "Wedding Smashers""House Broken"               | 15 de abril de 2022   | Johnny LaZebnikSam Clarke                                                                           | 10 de maio de 202311 de maio de 2023       | ASA              | ASD                 |
| 19 | 19 | ASA "Lucky Smudge""Our Friend Twinkle"             | 15 de abril de 2022   | Sam ClarkeMichael Ferris                                                                            | 15 de maio de 202316 de maio de 2023       | ASA              | ASD                 |
| 20 | 20 | ASA "Rescuing Cynthia"                             | 15 de abril de 2022   | História por: Jenny Jaffe, Rachel Lipman e Kate Boutilier Escrito por: Jenny Jaffe & Kate Boutilier | 20 de janeiro de 2023                      | ASA              | 0.28                |
| 21 | 21 | ASA "Queen Bee""Phone Alone"                       | 15 de abril de 2022   | Carmen CoreaGus Constantellis                                                                       | 17 de maio de 202318 de maio de 2023       | ASA              | ASD                 |
| 22 | 22 | ASA "Night Crawler""Goblets and Goblins"           | 15 de abril de 2022   | Rachel LipmanJeff D'Elia                                                                            | 14 de outubro de 2022                      | 123              | 0.17                |
| 23 | 23 | ASA "House of Cardboard""Fluffy Moves In"          | 15 de abril de 2023   | Monica PiperHolly Huckins                                                                           | ASA                                        | ASA              | ASD                 |
| 24 | 24 | ASA "Susie the Artist""A Horse is a Horse"         | 15 de abril de 2022   | Allan NeuwirthPeter Gaffney                                                                         | ASA                                        | ASA              | ASD                 |

## Mídia doméstica
| Região | Título             | Temporada(s) | Proporção da tela | Contagem de episódios | Duração     | Data de lançamento  |
| ------ | ------------------ | ------------ | ----------------- | --------------------- | ----------- | ------------------- |
| 1      | Season 1, Volume 1 | 1            | 16:9              | 13                    | 313 minutos | 12 de julho de 2022 |
| 1      | Season 1, Volume 2 | 1            | 16:9              | 12                    | 272 minutos | 7 de março de 2023  |